# Distretto di Kemah
Il distretto di Kemah (in turco Kemah ilçesi) è uno dei distretti della provincia di Erzincan, in Turchia.